# Liste der Baudenkmäler in Muhr am See
Auf dieser Seite sind die Baudenkmäler in der mittelfränkischen Gemeinde Muhr am See zusammengestellt. Diese Tabelle ist eine Teilliste der Liste der Baudenkmäler in Bayern. Grundlage ist die Bayerische Denkmalliste, die auf Basis des Bayerischen Denkmalschutzgesetzes vom 1. Oktober 1973 erstmals erstellt wurde und seither durch das Bayerische Landesamt für Denkmalpflege geführt wird. Die folgenden Angaben ersetzen nicht die rechtsverbindliche Auskunft der Denkmalschutzbehörde.
 Diese Liste gibt den Fortschreibungsstand vom 12. September 2014 und enthält 24 Baudenkmäler.

## Baudenkmäler nach Ortsteilen

### Muhr am See
| Lage                                                | Objekt                                                                 | Beschreibung | Akten-Nr.     | Bild                       |
| --------------------------------------------------- | ---------------------------------------------------------------------- | --- | ------------- | -------------------------- |
| Am Schloß (Standort)                                | Gedenkstein für das 1834/35 abgebrochene Schloss Neuenmuhr             | Rechteckiger Sandsteinpfeiler mit Inschrift, wohl zweite Hälfte 19. Jahrhundert | D-5-77-114-33 | weitere Bilder             |
| Ansbacher Straße 4 (Standort)                       | Ehemaliger Brauereigasthof                                             | Langgestreckter, zweigeschossiger Traufseitbau mit Satteldach und spätklassizistischen Hauseingängen, um 1860 | D-5-77-114-1  | Ehemaliger Brauereigasthof |
| Bergstraße 5 (Standort)                             | Hierzu restliche Ummauerung des ehemals Rentamtgartens                 | 17./18. Jahrhundert | D-5-77-114-3  | BW                         |
| Flurstraße 2 (Standort)                             | Bauernhaus                                                             | Eingeschossiger Satteldachbau, bezeichnet „1815“ | D-5-77-114-5  | BW                         |
| Freiherr-von-Lentersheim-Straße 1 (Standort)        | Ehemaliges Schulhaus                                                   | Zweigeschossiger kubischer Walmdachbau mit rustizierten Ecklisenen, 1848 | D-5-77-114-6  | weitere Bilder             |
| Freiherr-von-Lentersheim-Straße 2 (Standort)        | Evangelisch-lutherische Filialkirche Sankt Jakob maior und Sankt Georg | Spätmittelalterliche Chorturmanlage aus saalartigem Langhaus und dreigeschossigem Turm, jeweils mit Satteldach, im Chorwinkel je ein Treppentürmchen mit Kegeldach, Langhaus und Turm verändert 1617–22, Turmbekrönung 1831, mit Ausstattung.                          | D-5-77-114-7  | weitere Bilder             |
| Freiherr-von-Lentersheim-Straße 2 (Standort)        | Kirchhofummauerung                                                     | Steinmauer, Mitte 19. Jahrhundert. | D-5-77-114-7  | BW                         |
| Freiherr-von-Lentersheim-Straße 28 (Standort)       | Ehemaliges Wohnstallhaus                                               | Eingeschossiger giebelständiger Satteldachbau, bezeichnet „1842“ | D-5-77-114-8  | BW                         |
| Hauptstraße 1 (Standort)                            | Ehemaliges Stall- und Scheunengebäude                                  | Massiver Satteldachbau, erste Hälfte 19. Jahrhundert | D-5-77-114-9  | BW                         |
| Hauptstraße 2 (Standort)                            | Julienberg, ehemaliger Witwensitz des Schlosses Altenmuhr              | Wohngebäude, zweigeschossiger Satteldachbau, Fachwerkgiebel, massive Westfront mit Ziergiebel, frühes 17. Jahrhundert, über ausgedehntem Kellergewölbe. Angebauter Wirtschaftstrakt, Satteldachbau, teilweise Fachwerk, wohl 18. Jahrhundert - mittlerweile abgegangen | D-5-77-114-10 | BW                         |
| Judenhof 31 (Standort)                              | Wohnhaus                                                               | Zweigeschossiger Walmdachbau, 1806 | D-5-77-114-13 | BW                         |
| Kirchenstraße 19 (Standort)                         | Bauernhaus eines ehemaligen Dreiseithofes                              | Eingeschossiger Satteldachbau, bezeichnet „1704“ | D-5-77-114-16 | weitere Bilder             |
| Kirchenstraße 19 (Standort)                         | Scheune                                                                | Satteldachbau, um 1800 | D-5-77-114-16 | BW                         |
| Kirchenstraße 20 (Standort)                         | Wohnhaus                                                               | Zweigeschossiger traufständiger Satteldachbau, frühes 19. Jahrhundert | D-5-77-114-17 | weitere Bilder             |
| Kirchenstraße 23 (Standort)                         | Ehemaliges Judenhaus                                                   | Zweigeschossiger giebelständiger Bau mit Halbwalmdach, mit Zwerchhaus, frühes 19. Jahrhundert | D-5-77-114-18 | BW                         |
| Kirchenstraße 24 (Standort)                         | Ehemaliges Bauernhaus                                                  | Eingeschossiger traufständiger Satteldachbau, mit anschließender ehemaliger Scheune, nach 1825 | D-5-77-114-19 | weitere Bilder             |
| Kirchenstraße 26 (Standort)                         | Pfarrhaus                                                              | Zweigeschossiger Massivbau mit Walmdach und Fledermausgauben, 18. Jahrhundert | D-5-77-114-20 | weitere Bilder             |
| Kirchenstraße 29 (Standort)                         | Evangelisch-lutherische Pfarrkirche Sankt Johannes der Täufer          | Chorturmkirche, im Kern 13. Jahrhundert, Langhaus, Chor und Turm 1467 erweitert, 1723 umgebaut und barockisiert, Zwiebelhaube des Turms 1798, mit Ausstattung | D-5-77-114-21 | weitere Bilder             |
| Kirchenstraße 29, Nähe Zur Altmühl (Standort)       | Kirchhofmauer                                                          | des 17. bis 19. Jahrhunderts, an der Südseite Torbogen des 17. Jahrhunderts | D-5-77-114-21 | BW                         |
| Kirchenstraße 29, Nähe Zur Altmühl (Standort)       | Friedhof                                                               | Sandsteingrabplatte, 18. Jahrhundert, neugotisches Grabdenkmal Le Suire, 1906 | D-5-77-114-21 | BW                         |
| Nähe Judenhof, (Standort)                           | Steinerne Gartenmauer                                                  | 18./19. Jahrhundert | D-5-77-114-15 | BW                         |
| Nähe Wehlenberg ()                                  | Drei Bierkelleranlagen mit gemauerten Eingängen                        | 18./19. Jahrhundert | D-5-77-114-29 |                            |
| Rosenau 6, am Eingang zum alten Ortskern (Standort) | Torhaus                                                                | Fachwerkbau mit Mansarddach und Glockenständer, bezeichnet „1757“ | D-5-77-114-22 | weitere Bilder             |
| Schloßstraße 7 (Standort)                           | Wohnhaus                                                               | Zweigeschossiger Walmdachbau, bezeichnet „IPBG 1755“ | D-5-77-114-25 | weitere Bilder             |
| Schloßstraße 8 (Standort)                           | Ehemaliges jüdisches Wohnhaus                                          | Eingeschossiger giebelständiger Satteldachbau, frühes 19. Jahrhundert | D-5-77-114-26 | BW                         |
| Schloßstraße 16 (Standort)                          | Ehemaliges Wasserschloss                                               | Dreiflügelige Anlage, im Kern 12. Jahrhundert, im Nordosten erweitert im 14./15. Jahrhundert, Umbauten Anfang 17. Jahrhundert, Veränderungen im 19. Jahrhundert | D-5-77-114-27 | Ehemaliges Wasserschloss   |
| Schloßstraße 16 (Standort)                          | Ehemaliges Wasserschloss, Hauptbau                                     | Dreigeschossig mit Satteldach und Volutengiebel, dreigeschossiger Nordostflügel mit Walmdach, fünfgeschossiger Steinquaderturm mit Mansard-Zeltdach, mit Ausstattung                                                                                                   | D-5-77-114-27 | BW                         |
| Schloßstraße 18 (Standort)                          | Ehemaliges Wasserschloss: ehemalige Schlossbrauerei                    | Eingeschossiger Bau mit Krüppelwalmdach, frühes 18. Jahrhundert | D-5-77-114-27 | BW                         |
| Nähe Schloßstraße (Standort)                        | Ehemaliges Wasserschloss: Scheunen- und Stallbau                       | Eingeschossiges Gebäude mit Krüppelwalmdach, teilweise Fachwerk, 18. Jahrhundert | D-5-77-114-27 | BW                         |
| Schloßstraße 16 (Standort)                          | Ehemaliges Wasserschloss: Gartenpavillon im Schlossgarten              | 19. Jahrhundert | D-5-77-114-27 | BW                         |
| Nähe Schloßstraße (Standort)                        | Ehemaliges Wasserschloss: Schlossgrabenbrücke                          | 18. Jahrhundert | D-5-77-114-27 | BW                         |
| Schloßstraße 16 (Standort)                          | Ehemaliges Wasserschloss: Schlosspark                                  | 18./19. Jahrhundert | D-5-77-114-27 | BW                         |
| Zur Altmühl 2 (Standort)                            | Ehemaliges Wasserschloss: Schlossgartenmauer                           | An der Schloßstraße, wohl 18. Jahrhundert | D-5-77-114-27 | weitere Bilder             |
| Zur Altmühl 2 (Standort)                            | Ehemaliges Kleinhaus, Wohngebäude                                      | Eingeschossiger Satteldachbau mit rundbogigen Fenster- und Türöffnungen, frühes 19. Jahrhundert | D-5-77-114-30 | BW                         |
| Zur Altmühl 6 (Standort)                            | Ehemaliges Fischerhaus                                                 | Eingeschossiger Satteldachbau, bezeichnet „1854“ | D-5-77-114-31 | BW                         |